# Cathcart (Südafrika)
Cathcart ist eine Stadt in der Gemeinde Amahlathi, Distrikt Amathole, Provinz Ostkap in der Republik Südafrika. 2011 hatte die Stadt 2310 Einwohner. Die Entfernung zum Indischen Ozean und nach East London beträgt 145 Straßenkilometer.

## Geographische Lage, Verkehr
Die Stadt Cathcart befindet sich an einem Kreuzungspunkt von zwei Straßen und ist einer der östlichsten Punkte in der Amathole-Region. Sie liegt östlich der vorbeiführenden wichtigen Nationalstraße N6 zwischen Queenstown und King William’s Town. In Südwest-Nordost-Richtung kreuzt eine Straße, die aus dem Hinterland der Amathole-Berge kommend in Richtung Swart-Kweirivier führt. Deren ursprüngliche Bedeutung ergab sich aus militärischen Erwägungen der weißen Einwanderer im Verlaufe des 19. Jahrhunderts, besonders durch die Auswirkungen der Grenzkriege.
Eine Eisenbahnstrecke verbindet Cathcart mit Queenstown, Aliwal North und Middelburg im Norden sowie Stutterheim und East London im Süden.
Die Stadt wird von einem rechtwinklig angelegten Straßennetz durchzogen.

## Bevölkerung, Beschäftigungssituation
Die Bevölkerung besteht vor allem aus Angehörigen der Xhosa und Weißen. Cathcart ist ein kleines Zentrum in einem ehemaligen Farmgebiet Südafrikas. Der Rückgang der Landwirtschaft führte zu Arbeitsplatzabbau und Abwanderung. Es bestehen nur wenige Betriebe und Händler. Weitere Arbeitgeber sind die kleine Gemeindeverwaltung, die Bank und einige kleine Büros.
Es wird versucht, durch sanften Tourismus mit Pferdesport, Mountainbiking, Tierbeobachtung, Fischen und Wandern südafrikanische Touristen in die Region zu locken.

## Geschichte
Der Name von Cathcart geht auf eine Person der südafrikanischen Kolonialgeschichte zurück. Sir George Cathcart war von 1852 bis 1854 Hochkommissar der Kapkolonie. Seit 1876 trägt die Siedlung seinen Namen, die als Frontpoststelle gegründet wurde.

## Sehenswürdigkeiten
- Gebäude im Stil des 19. Jahrhunderts, einzelne Bürgerhäuser und die öffentliche Bibliothek Cathcart
- Kirche Saint Alban
- C.M. van Coller Museum
- Denkmal für Gefallene des Ersten Weltkriegs an der Hauptstraße

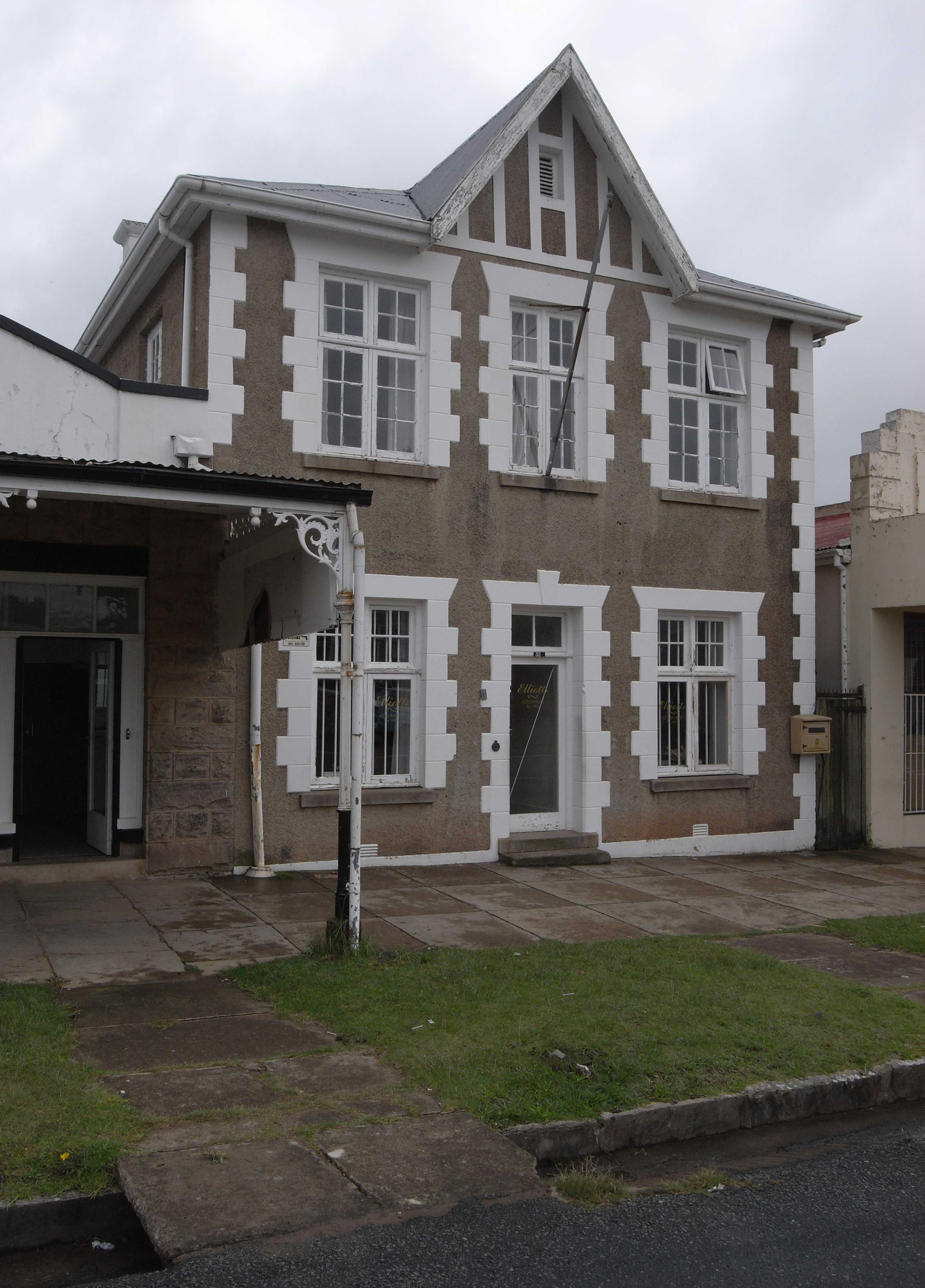
Bürgerhaus an der Hauptstraße
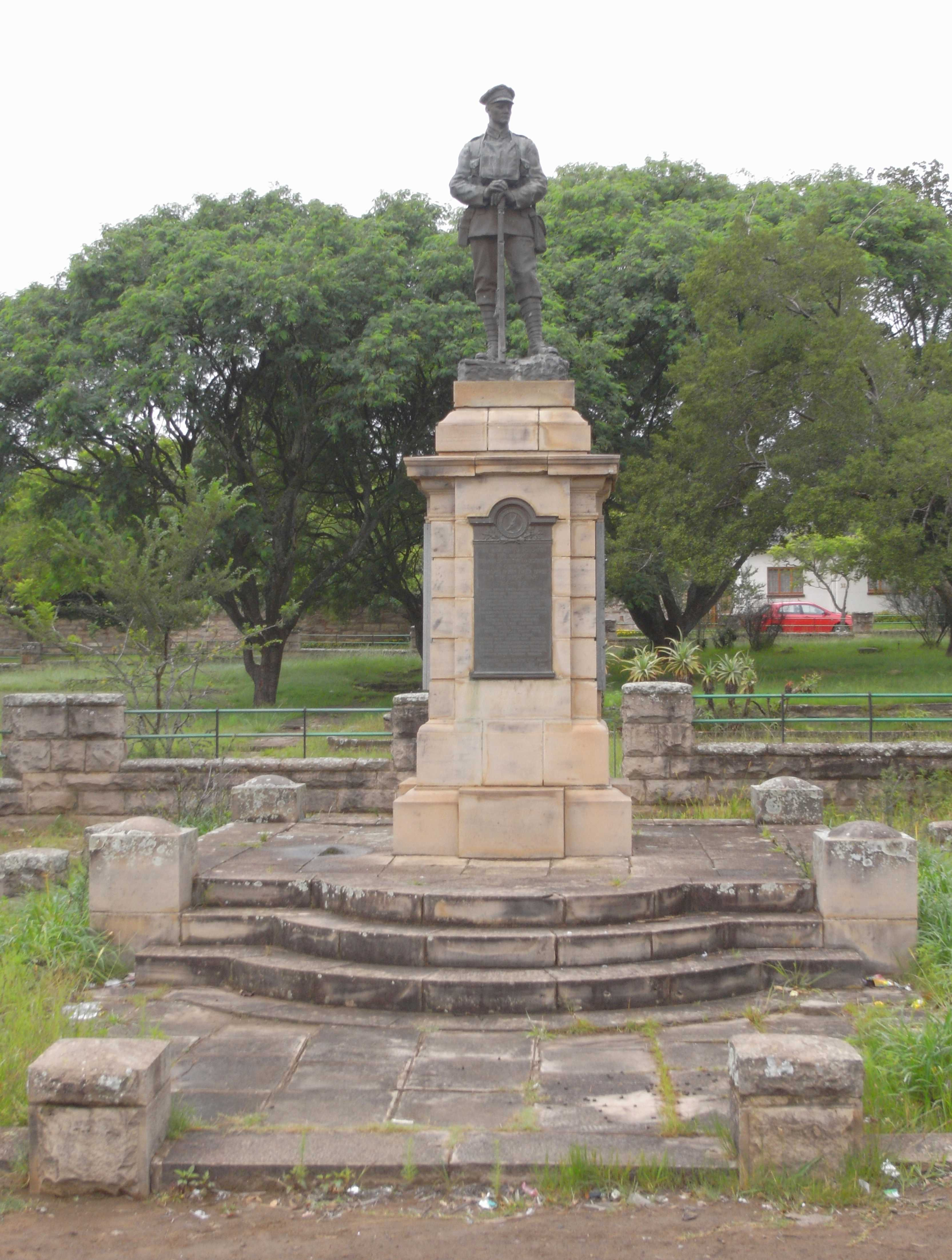
Denkmal für Gefallene des Ersten Weltkriegs
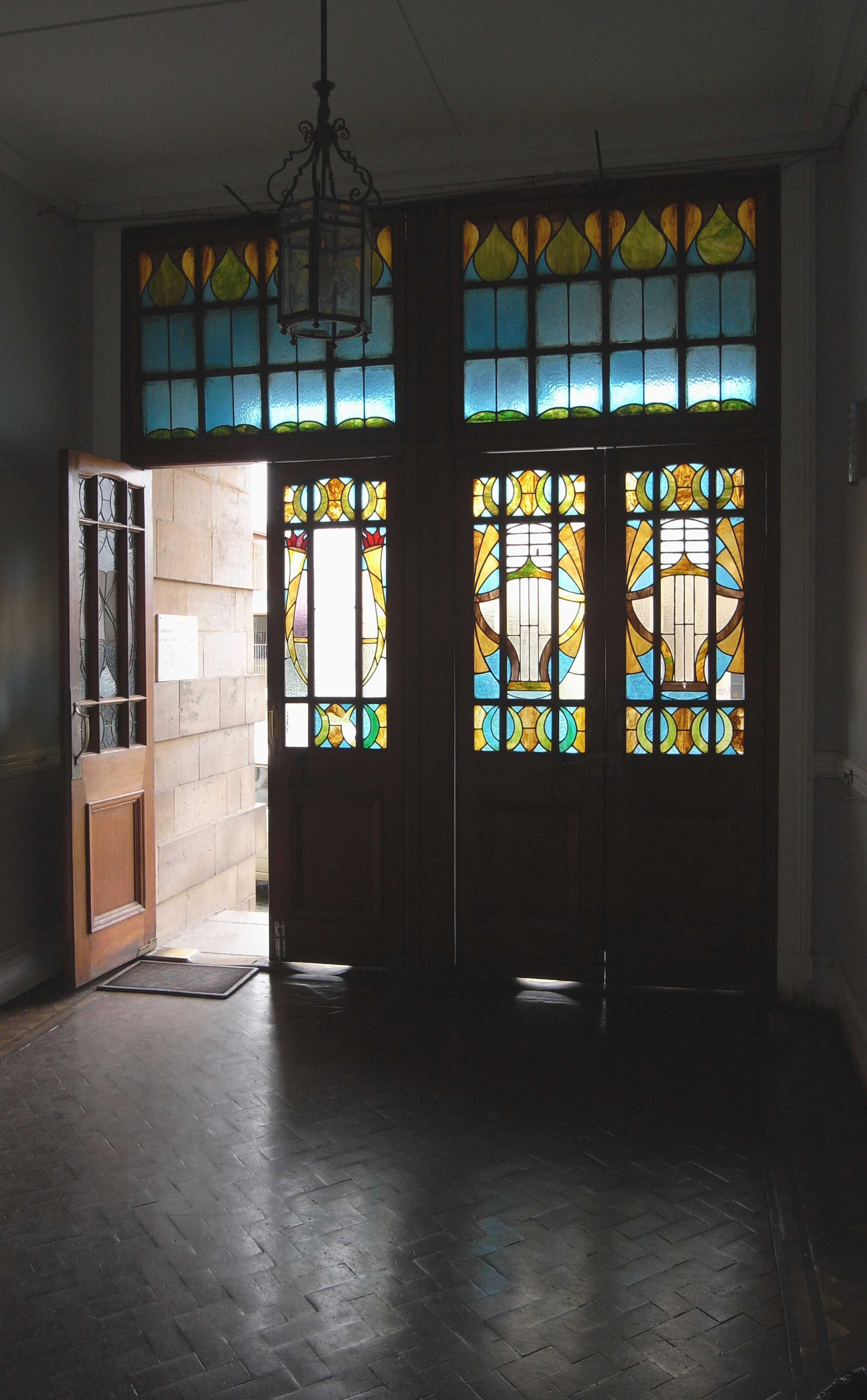
Historische Bleiverglasung in der Stadtverwaltung
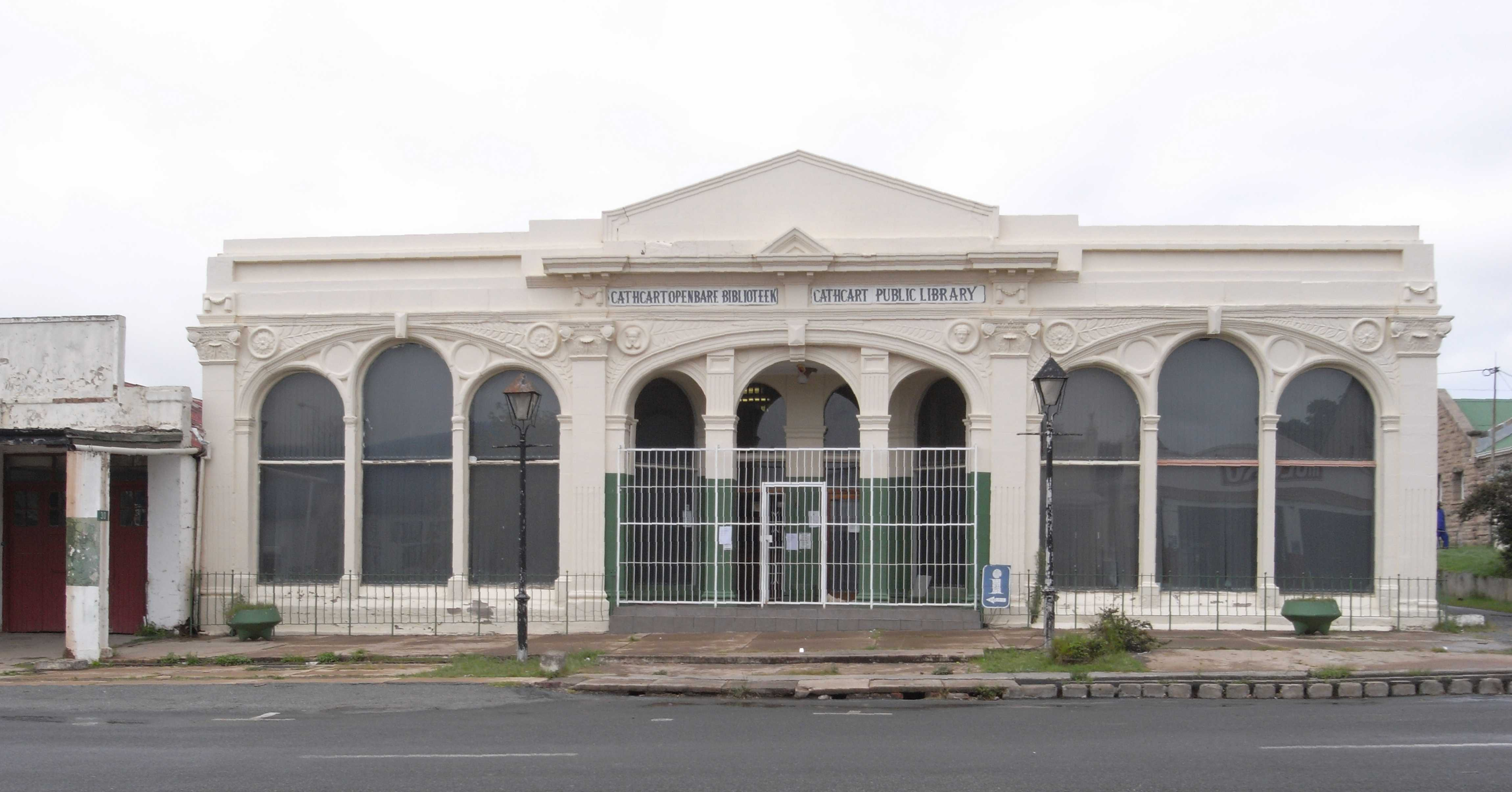
Gebäude der Stadtbibliothek

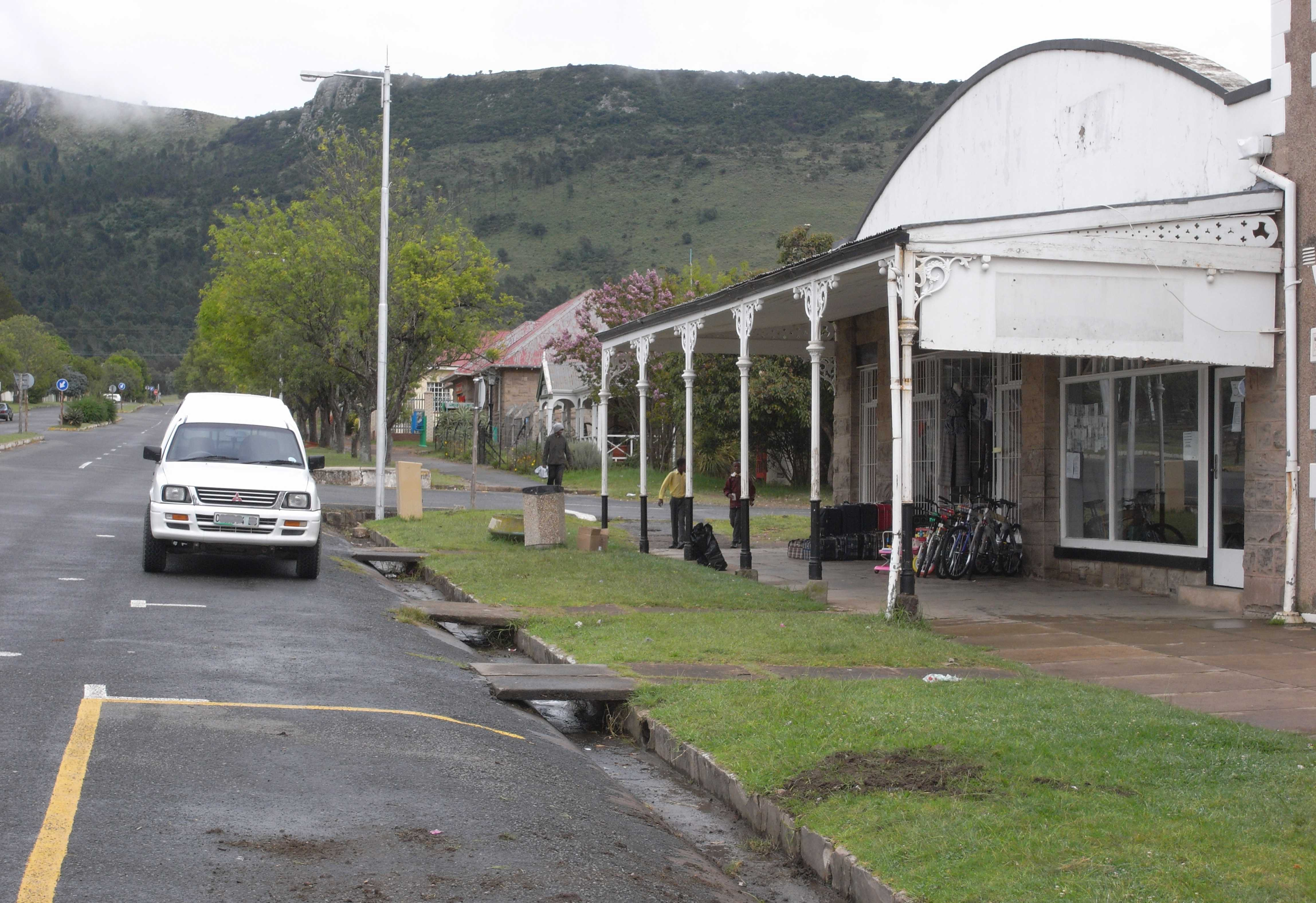
Hauptstraße in Cathcart mit Windvogelberg im Hintergrund

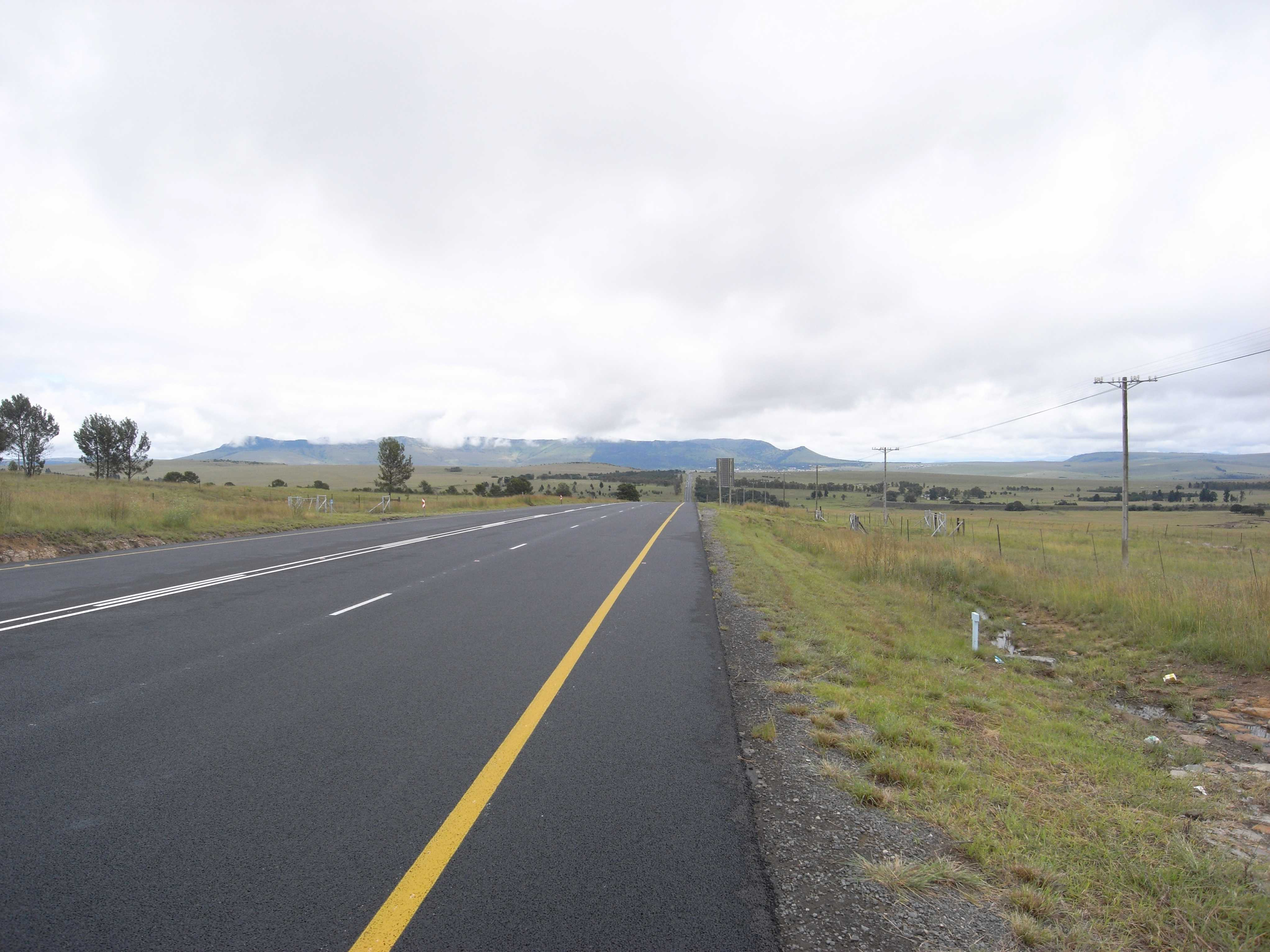
Blick von der N6 nach Cathcart mit Windvogelberg-Massiv

## Umgebung
Westlich und südwestlich von Cathcart erstreckt sich ein Bergland mit grasbewachsenen, fast ebenen Abschnitten, das langsam zu den höchsten Erhebungen der Amathole-Mountains aufsteigt. In den grasslands befinden sich isoliert gelegene Farmen, auf denen Viehzucht betrieben wird.
Direkt westlich der Stadt steigt mit steilen Hängen das bis 1629 Meter hohe Massiv des Windvoelbergs (dt.: „Windvogelberg“) empor. Dadurch befindet sich die Stadt wegen der Hauptwindrichtung in relativ geschützter Lage.
In südlicher Richtung unweit der Nationalstraße N6 liegt das touristisch genutzte Museumsdorf und ehemalige Bahnstation Old Thomas River Village.

## Geologie
Das Geländerelief der Region um Cathcart wird von Sedimenten der Beaufort-Gruppe gebildet. Es sind überwiegend Sandsteine, die sich auch im Stadtbild sichtbar zeigen.